# Solarne termalne elektrane
Solarne termalne elektrane su izvori električne struje dobivene pretvorbom sunčeve energije u toplinsku energiju. Ona zagrijava tekućinu ili krutinu u kružnom procesu za generiranje električne energije. S obzirom na to da nemaju štetnih proizvoda prilikom proizvodnje električne energije, a imaju razmjernu dobru efikasnost (20 - 40 %), proriče im se svijetla budućnost.   
Kako je količina sunčeve energija koja pada na površinu Zemlje dosta velika, izgradnjom takvih elektrana na sunčanim područjima (npr. Sahara) mogao bi se energijom opskrbljivati veliki dio potrošača, barem dok se ekonomija ne uzme u obzir. Ipak, čak i kao manji energetski sustav mogu postati vrlo bitan faktor, na primjer na otocima. Napredak ove tehnologije ovisi i o razvoju Rankineovog kružnog procesa. Trenutno se eksperimentira s vodikom kao radnom tvari zato što ima velik specifični toplinski kapacitet (cp=14.235 kJ/kg/K), a prijenos topline srazmjeran je s masom, specifičnim toplinskim kapacitetom i razlikom temperatura.
Zbog potrebe za visokim temperaturama, gotovo svi oblici solarnih termalnih elektrana moraju koristiti nekakav oblik koncentriranja Sunčevih zraka s velikog prostora na malu površinu. Kako se tijekom dana položaj Sunca na nebu mijenja, tako se stalno mijenja i najpovoljniji kut pod kojim padaju Sunčeve zrake na zrcala. Stoga je potrebno ugraditi sustave koji će tijekom dana prilagođavati njihov položaj. Ti sustavi su nužni kako bi se dobila što veća efikasnost, ali su ujedno i najveći čimbenik u vrlo visokim cijenama izgradnje i  upotrebe
solarnih termalnih elektrana.
Smanjenja u cijeni moguća su skladištenjem topline, a ne električne energije, jer je takva tehnologija danas jeftinija, a proizvodnja topline ionako je neophodna za funkcioniranje ovakvog tipa elektrana. Time je moguće također dobivati električnu energiju i onda kada to inače ne bi bilo moguće (za vrijeme smanjene insulacije, što je mjera energije solarne radijacije predane određenoj površini u određenom vremenu).

## Vrste
Danas se koriste jedino koncentrirajuće solarne termalne elektrane (CSP – Concentrated Solar Plant). Sastoje se od zrcala i spremnika fluida koji se zagrijava te takav prolazi kroz turbine ili toplinske motore (npr. Stirlingov motor). S obzirom na raznolikosti među zrcalima i cjelokupnoj izvedbi sustava možemo ih podijeliti u sljedeće kategorije:

### Parabolični kolektori
Oni su najstariji i najčešće korišteni tip koncentrirajućih solarnih termalnih elektrana (90 %). Takve elektrane uglavnom generiraju između 14-80 MW. Sastoje se od dugih nizova paraboličnih zrcala (zakrivljenih oko samo jedne osi) i kolektora koji se nalazi iznad njih. Njihova je prednost što je potrebno pomicanje zrcala samo kada je promjena položaja Sunca u ortogonalnom smjeru, dok prilikom paralelnog pomaka to nije potrebno jer svjetlost i dalje pada na kolektore. Kroz kolektore najčešće struji sintetičko ulje koje se pod utjecajem Sunčevih zraka zagrijavaju do maksimalnih 390 °C. Efikasnost u tim slučajevima je oko 14-16 %, dok korištenjem otopljene soli možemo postići maksimalno 550 °C, a efikasnost raste na 15-17 %. S druge strane, glavni problem je što se otopljena sol zaledi na temperaturama između 120-200 °C, a ta pojava se mora spriječiti.

### Solarni tornjevi
Ove elektrane imaju veliki broj zrcala postavljenih oko središnjeg mjesta gdje se nalazi toranj. Zrcala su upravljana računalima te pomoću njih pronalaze najbolji kut za reflektiranje prema solarnom tornju. Ovisno o radnoj tvari možemo postići vrlo visoke temperature. Osim ranije spomenutih rastopljenih soli i sintetičkih ulja, možemo koristiti i plinove kako bi postigli temperature iznad 800 °C. Trenutno najisplativije je koristiti rastopljenu sol pri 565 °C, iako se smatra da će se kroz par godina prijeći na plinove pri visokim temperaturama. Trenutno je u izgradnji najveća elektrana Ivanpah (California) koja će za generiranje 370 MW koristiti vodenu paru pri 565 °C uz učinkovitost od 29 %. Nedostatak ove tehnologije je što zahtijeva relativno ravnu površinu, naime cijela radna površina (polje zrcala) dopušta maksimalno odstupanje od svega 1 % na ravninu.

### Solarni tanjuri
Zbog paraboličnog izgleda podsjećaju na satelitske tanjure, ali su otprilike 10 puta veći. Zrake svjetlosti, odbijajući se od zrcala, padaju u jednu točku (kolektor) koji se nalazi iznad njih. Tu se razvijaju temperature oko 900 °C, a za dobivanje električne energije se koristi Stirlingov  Arhivirana inačica izvorne stranice od 6. siječnja 2014. (Wayback Machine) ili parni motor. Radna tvar je helij ili vodik, a s njima se po jednom tanjuru koji generira snagu između 5-50 kW se postiže efikasnost od 30 %.Zbog pomičnih mehanizama potrebna su česta servisiranja, a cijeli sustav zahtijeva rotaciju oko dvije osi i skupa parabolična zrcala, što se na kraju odražava na ukupnoj isplativosti ovakvog sustava.

### Fresnel reflektori
Koriste nizove dugih malo zakrivljenih ili potpuno ravnih zrcala, a izgledom podsjećaju na parabolične kolektore. Sustav je napravljen tako da više nizova ogledala cilja u isti kolektor što dovodi do financijskih ušteda, a i sama zrcala se okreću oko samo jedne osi. Ciljanjem zrcala u različite kolektore u različita doba dana moguće je postaviti gust raspored zrcala, čime se dobiva više energije usprkos efikasnosti manjoj od 20 %. Pošto je ovo najmlađa tehnologija bazirana na koncentriranju zraka postoji svega par elektrana koje rade na tom principu. Najveće su Puerto Errado 2 u Španjolskoj od 30 MW i jedna od 5 MW u Australiji. Trenutno je u fazi izrade elektrana snage 44 MW Kogan Creek, također u Australiji.

### Solarne uzgonske elektrane (nisu koncentrirajuće)
Elektrana se sastoji od 3 osnovna elementa, solarnih kolektora u kojima se zrak zagrijava, vjetroturbina[neaktivna poveznica] koje pogoni zagrijani zrak, te dimnjaka kroz koji se diže vrući zrak. Solarni kolektori su u suštini građevine nalik na staklenik u kojima se zagrijava zrak odnosno voda toplinom sunčevog zračenja. Topli zrak se zbog efekta dimnjaka diže, prolazi preko turbina proizvodeći električnu energiju te odlazi u dimnjak. Glavni parametri koji određuju veličinu ove vrste elektrane su površina kolektora te visina dimnjaka. Veća površina kolektora omogućuje većoj količini zraka da se zagrije i struji preko turbina, dok viši dimnjak omogućuje veću razliku tlaka i efikasniji efekt dimnjaka. Kako bi elektrana mogla proizvoditi energiju i tijekom noćnih sati, moguće je u kolektore ugraditi cijevi u kojima se nalazi već ranije spomenuta voda. Kako voda ima vrlo visoki toplinski kapacitet idealna je za pohranu toplinske energije koju oslobađa u noćnim satima te tako omogućava rad elektrane i u noćnim satima (iako sa smanjenim kapacitetom). Ova vrsta postrojenja ima izuzetno malu učinkovitost. Predviđa se da kolektori od 38 km2 mogu dobiti tek 0,5 % (oko 5 W/m2) od sveukupnog sunčevog zračenja koje padne na njih. Također je veliki nedostatak je izuzetno velika površina koju zauzimaju kolektori te se procjenjuje da bi za postrojenje od 200 MW bilo potrebno 38 km2 kolektora). Budućnost ovog tipa postrojenja zasad je vrlo nesigurna iako postoje neki planovi o izgradnji u zemljama s velikim brojem sunčanih i toplih dana (Australija, Namibija). Od izgrađenih je jedino poznata elektrana u Jinshawanu u Kini, snage 200 kW, koja je uz investiciju od 208 milijuna američkih dolara 2010. godine puštena u pogon.

## Skladištenje toplinske energije
Efikasnost ovih elektrana se povećava ugradnjom sustava za skladištenje energije, čime se dobiva i na pouzdanosti. Ti se sustavi baziraju na pohranjivanju toplinske energije u materijal velike energetske gustoće. Trenutno se kao takav materijal koristi rastopljena sol, čiji je sastavni element natrij - metal velike energetske gustoće. Također se danas koristi para pod visokim pritiskom (50 bara na 285°C), ali vrijeme pohrane je svega jedan sat. Elektrana u Cloncurryu (Australija) će koristiti pročišćeni grafit, kada bude izgrađena.

## Solarne elektrane u pogonu
1. SEGS –9 solarnih elektrana, USA, Kalifornija (pustinja Mojave), kapacitet 354 MW, parabolični kolektori
2. SGS - USA, Arizona, kapacitet 280 MW, parabolični kolektori
3. SGS - Španjolska, Logrosan, kapacitet 200 MW, parabolični kolektori
4. ASPS – Španjolska, Guadix, kapacitet 150 MW, parabolični kolektori
5. Puerto Errado - Španjolska, Murcia, 31.4 MW, Fresnel reflektori
6. PS20 solar power tower – Španjolska, Sevilla, 20 MW, solarni toranj
7. Jinshawan – Kina, 200 kW, solarna uzgonska elektrana

## Solarne elektrane u izgradnji
1. Mojave Solar Park – USA, Kalifornija, 553 MW, parabolični kolektori
2. Ivanpah Solar – USA, Kalifornija, 392 MW, solarni toranj
3. Ashalim power station 1 – Izrael, pustinja Negev, 121 MW, solarni toranj
4. KaXu Solar One – J.A.R., Northern Cape, 100 MW, parabolični kolektori
5. Dhursar – Indija, 100 MW, Fresnel reflektori

## Najavljene solarne elektrane
1. Bez imena – Kina, Mongolijska pustinja, 2000 MW, solarni toranj
2. Palen – USA, Kalifornija, 500 MW, solarni toranj
3. Bez imena – USA, Florida, 300 MW, Fresnel reflektori
4. EnviroMission – USA, Arizona, 200 MW, solarna uzgonska elektrana
5. Al-Abdaliya – Kuvajt, 280 MW, parabolični kolektori

## Projekt Desertec
Projekt Desertec je planirani projekt kojim bi se 17 000 četvornih kilometara Sahare i bliskoistočnih pustinja pokrilo paraboličnim kolektorima za potrebe proizvodnje električne energije u sunčevim termoelektranama, a sve kako bi Europska unija do 2050. iz obnovljivih izvora energije pokrivao 15% potreba za električnom energijom. Proizvodnja bi započela puno prije, te bi rasla kako bi se izgradio koji dio projekta. Računica je jednostavna. Pustinje sjeverne Afrike i Bliskog istoka godišnje obasja 630 000 TWh Sunčeve energije, a Europska unija godišnje potroši 4 000 TWh električne energije. Ako se zauzda energija Sunca na samo 0,6% površine tih pustinja, Europska unija bi riješila sve svoje energetske potrebe. 
Projekt Desertec je najveća udruga za korištenje Sunčeve energije u svijetu, vrijedi 400 milijardi eura, a njemačka vlada Angele Merkel obećava mu jamstva za kredite u pohodu na Sjevernu Afriku. Njemačka je postala vodeća zemlja u iskorištavanju Sunčeve energije. Rainer Brüderle, liberal i ministar za gospodarstvo u vladi Angele Merkel, objelodanio je da će njegova vlada financijski podupirati 20 njemačkih korporacijskih divova u pripremi projekta Desertec i davati im jamstva pri traženju kredita nužnih za troškove gradnje od 400 milijardi eura.

## Pogledaj još
- Obnovljivi izvori energije
- Električna energija
- Solarna energija
- Elektrana